# Encsencs, Szabolcs-Szatmár-Bereg
Encsencs  este un sat în districtul Nyírbátor, județul Szabolcs-Szatmár-Bereg, Ungaria, având o populație de 2.081 de locuitori (2011). 

## Demografie
Componența etnică a satului Encsencs
     Maghiari (82,42%)
     Romi (17,45%)
     Români (0,13%)
Componența confesională a satului Encsencs
     Reformați (58,91%)
     Greco-catolici (20,28%)
     Romano-catolici (6,01%)
     Fără religie (1,39%)
     Necunoscută (13,41%)
     Alte religii (0,38%)
Conform recensământului din 2011, satul Encsencs avea 2.081 de locuitori. Din punct de vedere etnic, majoritatea locuitorilor (82,42%) erau maghiari, cu o minoritate de romi (17,45%).  Din punct de vedere confesional, majoritatea locuitorilor (58,91%) erau reformați, existând și minorități de greco-catolici (20,28%), romano-catolici (6,01%) și persoane fără religie (1,39%). Pentru 13,41% din locuitori nu este cunoscută apartenența confesională.